# Wydział Matematyki, Informatyki i Architektury Krajobrazu Katolickiego Uniwersytetu Lubelskiego Jana Pawła II
Wydział Matematyki, Informatyki i Architektury Krajobrazu Katolickiego Uniwersytetu Lubelskiego Jana Pawła II – jeden z 8 wydziałów Katolickiego Uniwersytetu Lubelskiego Jana Pawła II. Z dniem 1 grudnia 2019 roku został połączony z Wydziałem Biotechnologii i Nauk o Środowisku w Wydział Nauk Ścisłych i Nauk o Zdrowiu.

## Kierunki kształcenia
Dostępne kierunki:

### Studia I stopnia
- Architektura krajobrazu (7-semestralne studia inżynierskie)
- Gospodarka przestrzenna (7-semestralne studia inżynierskie)
- Informatyka (6-semestralne studia licencjackie)
- Matematyka (6-semestralne studia licencjackie)
- Informatyka - grupa w języku angielskim (6-semestralne studia licencjackie)
- Matematyka - grupa w języku angielskim (6-semestralne studia licencjackie)

### Studia II stopnia
- Architektura krajobrazu (3-semestralne studia magisterskie)
- Gospodarka przestrzenna (3-semestralne studia magisterskie)
- Informatyka (4-semestralne studia magisterskie)

### Studia podyplomowe
- Studia podyplomowe w zakresie informatyki (2-semestralne studia podyplomowe: grupa ogólna i grupa dydaktyczna)
- Studia podyplomowe w zakresie grafiki komputerowej na potrzeby stron WWW (2-semestralne studia podyplomowe)

## Struktura organizacyjna

### Instytut Matematyki i Informatyki
Dyrektor: p.o. dr Marcin Płonkowski
- Katedra Analizy Funkcjonalnej
- Katedra Analizy Obrazów
- Katedra Analizy Numerycznej i Programowania
- Katedra Analizy Zespolonej
- Katedra Modelowania Matematycznego
- Katedra Modelowania i Symulacji Komputerowych
- Katedra Systemów Operacyjnych i Sieciowych
- Katedra Sztucznej Inteligencji
- Katedra Analizy Matematycznej
- Katedra Teorii Funkcji Rzeczywistych
- Katedra Teorii Prawdopodobieństwa

### Instytut Architektury Krajobrazu
Dyrektor: dr hab. Ewa Trzaskowska
- Katedra Ekologii Krajobrazu
- Katedra Kształtowania Przestrzeni
- Katedra Projektowania Krajobrazu
- Katedra Ochrony Środowiska Przyrodniczego i Krajobrazu
- Katedra Przyrodniczych Podstaw Architektury Krajobrazu
- Katedra Kultury Przestrzeni

## Władze Wydziału
W kadencji 2016-2020:
| Stanowisko | Imię i nazwisko            |
| ---------- | -------------------------- |
| Dziekan    | ks. dr hab. Jacek Łapiński |
| Prodziekan | dr hab. Magdalena Lubiarz  |